# Future Starts Now
Future Starts Now è un singolo della cantautrice tedesca Kim Petras pubblicato il 27 agosto 2021 dalla Republic Records.

## Video musicale
Il videoclip del brano, diretto da Thom Kerr, è stato reso disponibile il 5 ottobre 2021 attraverso il canale YouTube dell'artista.

## Tracce
1. Future Starts Now – 4:39 (testo: Alex Chapman, Lil Aaron, Aaron Joseph, Dr. Luke, Vaughn Oliver, Kim Petras – musica: Aaron Joseph, Dr. Luke, Vaughn Oliver)